# Sozialdemokratische Zukunftsbilder

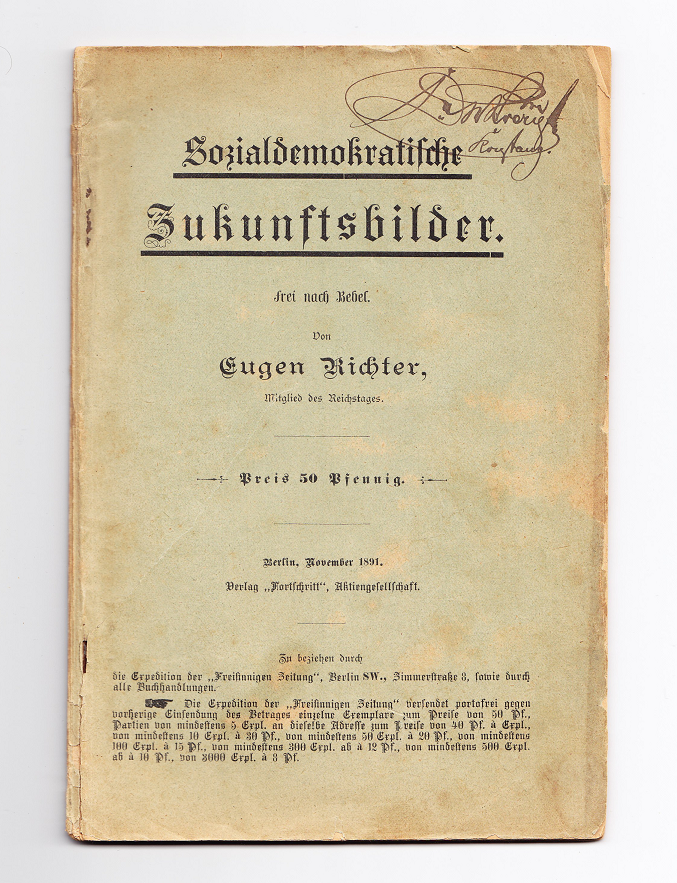
Titelseite der Sozialdemokratischen Zukunftsbilder, November 1891

Sozialdemokratische Zukunftsbilder. Frei nach Bebel von 1891 ist ein Buch des freisinnigen Politikers und Publizisten Eugen Richter. Das dystopische Werk ist als fiktives Tagebuch eines begeisterten Sozialdemokraten angelegt, der nach dem Sieg der Revolution sein Leben und die Umgestaltung der Gesellschaft in persönlichen Erlebnissen beschreibt. Der Sozialismus entwickelt sich allerdings anders, als der Tagebuchschreiber erwartet hatte. So wird beispielsweise ein Heer von Spitzeln aufgebaut, die Opposition drangsaliert, die mit dem Ruf „Wir sind das Volk!“ demonstriert, oder an der Grenze der Schießbefehl eingeführt, um die Bürger an der Flucht in die noch freien Länder (USA, Großbritannien, Schweiz) zu hindern. Das Buch wird häufig als eine visionäre Vorwegnahme des realen Sozialismus bezeichnet.

## Vorgeschichte
Eugen Richter hatte die Sozialdemokratie seit ihren ersten Anfängen in den 1860er Jahren aus nächster Nähe beobachtet und kritisch begleitet, wobei er seine Ansicht von der Ähnlichkeit reaktionärer und sozialistischer Staatsgläubigkeit hervorhob. In seiner Reichstagsrede zur Ablehnung der ersten Version des Sozialistengesetzes vom 23. Mai 1878 erklärte er:

„Der sozialistische Staat hat die Vernichtung der persönlichen und politischen Freiheit zur Vorbedingung. (Widerspruch bei den Sozialisten.) – Jawohl! Krasser Despotismus einer Majorität oder einzelner weniger Leute, die dem Einzelnen vorschreibt, was er zu arbeiten hat, was er dafür für einen Lohn empfängt und was er dafür zu konsumiren hat; das ist der sozialistische Staat. (Widerspruch.) Es ist ja alles, was die Sozialisten wollen, gedruckt zu lesen; über ihre Tendenz ist ja nur die Polizei im Unklaren. (Große Heiterkeit.)“

Die Mentalität der Sozialisten sei auf die Denkgewohnheiten des Obrigkeitsstaates zurückzuführen:

„Meine Herren, der Herr Abgeordnete Jörg hat die sozialistische Bewegung bezeichnet als einen Schatten, der das moderne Kulturleben begleitet. Ich weise das zurück. Meine Herren, das ist der Schatten des untergehenden Polizeistaats, der noch in unser Kulturleben hineinfällt; der Polizeistaat hat die Menschen erzogen in dem Wahn, daß es nur auf den Staat und die Staatsgewalt ankomme, um die größte Glückseligkeit auf der Welt hervorzubringen. Daher ist in den Köpfen jener Leute die Meinung entstanden, daß es nur darauf ankomme, des Staatsruders sich zu bemächtigen, seine Leute in die Leitung des Staates einzusetzen, und jene geträumte Glückseligkeit sei sofort zu erreichen, die angeblich jetzt aus bösem Willen von denen, die den Staat leiten, ihnen vorenthalten wird.“

Aus einer solchen Sicht schöpfte Eugen Richter die Inspiration, dass der Sozialismus an der Macht sich ähnlich wie der preußische Polizeistaat verhalten würde, den er und seine Parteigenossen unmittelbar erlebt hatten, mit Bevormundung, Bespitzelung und kleinlichen Schikanen gegen jede Opposition.
Unter dem Sozialistengesetz ab 1878 konnten sich die Sozialdemokraten einer Kritik ihrer Lehren mit dem Hinweis entziehen, sie könnten nicht frei ihre Ansichten vertreten. Als das Gesetz dann 1890 auslief, prahlten sie, dass es keine Kritik gebe. Eugen Richter veröffentlichte daraufhin in der von ihm redigierten Freisinnigen Zeitung eine Serie von Artikeln, in denen er die wesentlichen Punkte der sozialistischen Ideologie einer Kritik unterzog. Als diese Artikel Anklang fanden,

„[…] wurde dem Verfasser eine Flut von Schimpfworten in dem anerkannten Hauptorgan der sozialdemokratischen Partei, im ‚Berliner Volksblatt‘, und anderen sozialdemokratischen Blättern zu teil. ‚Narren‘, ‚krasse Ignoranten‘, ‚dogmatische Dickköpfe‘, ‚Idioten‘, ‚Petrefakten‘, ‚Museum der Antiquitäten‘, ‚Altweibermärchen‘, ‚böhmische Dörfer‘, ‚hinter’s Ohr schreiben‘, ‚Falstaff‘, ‚phrasengeschwollener Molch‘, waren die Ausdrücke, in denen die sozialdemokratische Presse ihrer Wut und ihrem Ärger über die Ausführungen Ausdruck gab.“

Eugen Richter brachte daraufhin seine Artikel im November 1890 in überarbeiteter Form als „Die Irrlehren der Sozialdemokratie“ heraus, die rasch eine Auflage von über 60.000 Exemplaren erreichten. Wie er spöttisch bemerkte:

„Alles dies verstärkt nur den Eindruck, einer jammervollen Hilflosigkeit der Sozialdemokratie, sobald sie sich einer Kritik ihres eigentlichen Programms gegenüber befindet. Gern ist deshalb dem mehrfach geäußerten Wunsch entsprochen worden, eine Kritik der sozialdemokratischen Irrlehren auch in Form einer Broschüre wie der vorliegenden zu verbreiten.“

In den „Irrlehren der Sozialdemokratie“ stützte sich Eugen Richter auf das offizielle Programm der sozialdemokratischen Partei sowie verschiedene Reden und Äußerungen führender Sozialdemokraten. Insbesondere orientierte er sich an den Ausführungen August Bebels in seinem, wie Richter irrtümlicherweise meinte, erstmals 1883 in Zürich erschienenen Buch „Die Frau in der Gegenwart, Vergangenheit und Zukunft“ und in dessen Broschüre „Unsere Ziele“ von 1877. Ergänzend nutzte er den utopischen Roman „Ein Rückblick aus dem Jahre 2000 auf das Jahr 1887“ des amerikanischen Science-Fictionautors Edward Bellamy, der zwar selbst kein Sozialdemokrat war und in seinem Werk eine zukünftige sozialistische Gesellschaft auszumalen suchte.
Im folgenden Jahr brachte Eugen Richter seine Thesen dann in den Sozialdemokratischen Zukunftsbildern in die Form eines dystopischen Tagebuchromans.

## Ausgaben
Die Sozialdemokratischen Zukunftsbilder erschienen im November 1891 im Verlag „Fortschritt, Aktiengesellschaft“. Sie gingen durch zahlreiche Auflagen und erreichten eine Verbreitung von über 250.000 Exemplaren. Schon im selben Jahr erschien eine dänische Übersetzung, im folgenden Jahr Übersetzungen in die tschechische, schwedische, polnische, niederländische und französische Sprache. Es folgten weitere Übersetzungen in das Rumänische, Spanische, Ungarische, Polnische, Finnische, Italienische, Englische und Japanische. Zudem wurde das Buch bis in jüngste Zeit immer wieder neu herausgegeben.

## Inhalt nach Kapiteln

### Die Siegesfeier
Im Familienkreis feiert der Tagebuchschreiber die Revolution, seine silberne Hochzeit und die Verlobung seines Sohnes Franz mit Agnes.

„Die rote Fahne der internationalen Sozialdemokratie weht vom Königsschloß und allen öffentlichen Gebäuden Berlins. Wenn solches unser verewigter Bebel noch erlebt hätte! Hat er uns doch immer vorausgesagt, daß die ‚Katastrophe schon vor der Tür steht.‘ Noch erinnere ich mich, als ob es gestern gewesen wäre, wie Bebel am 13. September 1891 in einer Versammlung zu Rixdorf in prophetischem Tone ausrief, daß ‚eines Tages der große Kladderadatsch schneller kommen werde, als man es sich träumen lasse.‘ Friedrich Engels hatte kurz vorher das Jahr 1898 als dasjenige des Triumphs der Sozialdemokratie bezeichnet. Nun, ein wenig länger hat es doch noch gedauert.“

„Meine Aufzeichnungen sollen, so gut ich es vermag, die Auferstehung des neuen Reiches der Brüderlichkeit und der allgemeinen Menschenliebe für meine Kinder und Kindeskinder beschreiben.“

### Die neuen Gesetze
Alle Produktionsmittel werden verstaatlicht. Der „Vorwärts“ ersetzt den „Reichsanzeiger“. Militär und Polizei werden aufgelöst, die Steuern abgeschafft.

„Überall in Europa, ausgenommen die Schweiz und England, herrscht jetzt die Sozialdemokratie. Die Schiffe nach Amerika vermögen nicht alle Auswanderer aufzunehmen. In Amerika freilich ist die Revolution niedergeschlagen worden und auf lange Zeit hinaus keine Aussicht auf Wiedererhebung der Sozialdemokratie. Mögen die Ausbeuter immerhin von dannen ziehen!“

„Pfandbriefe, Aktien. Schuldobligationen und Banknoten sind für null und nichtig erklärt worden. Die Herren Bourgeois können sich damit ihre Schiffskabinen tapezieren lassen. Auf alle Immobilien, Verkehrsmittel, Maschinen, Werkzeuge und Geräte wurde für den sozialistischen Staat Beschlag gelegt.“

### Unzufriedene Leute
Als sich herausstellt, dass auch die Sparkassenbücher der kleinen Leute enteignet werden, kommt es zu Protesten. An diesen nehmen auch Franz und Agnes teil, die sich als Putzmacherin etwas für ihre Mitgift zurückgelegt hat.

„Die Sparkassenfrage erregte alle Gemüter. Die Tore zu den Schloßhöfen waren überall fest verschlossen. Von den vorderen Trupps wurden vergebliche Versuche gemacht, gewaltsam einzudringen. Durch Schießscharten in einigen Thorflügeln, welche ich früher nie bemerkt, starrten plötzlich Flintenläufe der Schloßbeamten entgegen.“

### Berufswahl
Jeder kann sich für einen neuen Beruf melden oder kann wie der Tagebuchschreiber und sein Sohn bei ihrem Beruf als Buchbinder und Setzer bleiben.

„Alle Kinder werden in Kinderpflegeanstalten und Erziehungshäusern des Staates untergebracht. Die Hauptmahlzeit ist in den Staatsküchen des Bezirks einzunehmen. Alle Erkrankten sind an die öffentlichen Krankenanstalten abzuliefern, die Leib- und Bettwäsche wird zur Reinigung in großen Generalanstalten abgeholt.“

„Meldungen in dem Beruf als Geistlicher werden nicht angenommen, da laut Beschluss des Erfurter Parteitages vom Jahre 1891, welcher in das Staatsgrundgesetz übergegangen ist, alle Aufwendungen zu religiösen und kirchlichen Zwecken aus Staatsmitteln verboten sind.“

„Nach dem Straßenkrawall vor dem Schloß hat das Ministerium beschlossen, eine Schutzmannschaft in einer Stärke von 4.000 Köpfen wieder einzurichten und dieselbe teilweise im Zeughause und der anschließenden Kaserne zu stationieren. Um frühere unliebsame Erinnerungen zu vermeiden, werden die neuen Schutzmänner keine blauen, sondern braune Uniformen und statt des Helms einen Schlapphut mit einer roten Feder tragen.“

### Eine Reichstagssitzung
Im Reichstag widerspricht ein Sozialdemokrat auf der Rechten der Enteignung der Sparkassenbücher. Von den Tribünen erhält er Beifall, Zurufe: „Wir sind das Volk!“ Ein Sozialdemokrat von der Linken plädiert für die Enteignung. Der Reichskanzler stimmt zu, weil sonst auch andere Kapitalbesitzer ihr Eigentum zurückerhalten müssten.

„Nach diesem Vortrag ergriff ein Redner von der rechten Seite das Wort. Millionen braver Arbeiter und guter Sozialdemokraten (Unruhe links) werden sich bitter enttäuscht fühlen, wenn sie jetzt, wo dem Arbeiter der ‚volle Ertrag seiner Arbeit‘ zuteilwerden soll, sich um die Früchte harter Arbeit durch Vorenthaltung ihrer Sparkassengelder gebracht sehen.“

„Ein Redner von der linken Seite des Reichstags erhält das Wort. Ein richtiger Sozialdemokrat ist niemals auf Spargroschen bedacht gewesen. (Widerspruch rechts.) Wer den Sparaposteln der Bourgeois gefolgt ist, hat auf keine Rücksichtnahme im sozialen Staat in rechnen. Auch manches Sparkassengeld ist durch Beraubung des arbeitenden Volkes entstanden. (Widerspruch rechts.) Man soll nicht sagen, die Sozialdemokratie hängt zwar die großen Diebe, läßt aber Millionen kleiner Diebe laufen.“

„Zu Hause bei uns gab es sehr erregte Szenen, meine Schwiegertochter ließ sich gar nicht beruhigen, vergebens suchte meine Frau sie zu trösten unter dem Hinweis auf die reiche Ausstattung, welche alle Brautpaare demnächst von der Regierung zu erwarten hätten. ‚Ich will nichts geschenkt haben‘, rief sie ein über das andere Mal heftig aus, ‚ich will den Ertrag meiner Arbeit. Eine solche Zucht ist ja schlimmer als Raub und Diebstahl.‘“

### Arbeitsanweisung
Die Berufswahl fällt anders als erwartet aus. Die Familie wird zerrissen, der Sohn wird von Berlin nach Leipzig versetzt, weil nicht mehr so viele Zeitungen in Berlin benötigt werden. Beim „Vorwärts“ werden nur noch zuverlässige Sozialdemokraten beschäftigt. Franz vermutet, dass er wegen seiner Unzuverlässigkeit versetzt wird. Die Mutter wird als Krankenpflegerin angestellt, aber nicht bei ihrer Tochter.

### Nachrichten vom Lande
Eine „Volkswehr“ wird etabliert, um die Verstaatlichung der Landwirtschaft gegen die Bauern durchzusetzen. Zuwanderer nach Berlin werden abgeschoben.

„Die Bauern müssen zur Raison gebracht werden. Sie widersetzen sich der Verstaatlichung oder, wie es jetzt amtlich heißt, der Vergesellschaftung ihres Privateigentums an Grund und Boden.“

„Es wäre freilich richtiger gewesen, wenn die erst jetzt erlassenen Bestimmungen schon früher gekommen wären, wonach niemand seinen Wohnort zu vorübergehender Abwesenheit ohne Urlaubskarte und zu dauernder Entfernung ohne Anweisung der Obrigkeit verlassen darf.“

### Der letzte Familientag
Die Eltern besuchen die kleine Tochter in der staatlichen Verwahranstalt. Die Mutter macht sich Sorgen wegen der Versorgung des Kindes. Der Vater und der Sohn des Tagebuchschreibers kommen zu Besuch und äußern ihre Unzufriedenheit über die neuen Zustände.

### Der große Umzug
Die Möbel werden abgeholt und neu verteilt.

### Neues Geld
Es wird eine Passpflicht mit Lichtbildausweisen eingeführt. Das Geld wird durch Rationierungskarten ersetzt.

### Die neue Häuslichkeit
Wider Erwarten sind die per Lotterie angewiesenen neuen Wohnungen nicht besser als die alten. 

### Die neuen Staatsküchen
Die Arbeitenden werden in großen Staatsküchen verköstigt mit einheitlichem Speiseplan. Die Schutzmannschaft wird in Berlin auf 12.000 erweitert, um die Ordnung zu erhalten.

### Ein ärgerlicher Zwischenfall
Der Reichskanzler ist nicht mehr so populär. Es bildet sich eine „Reaktionspartei“ besonders unter den Frauen, die den Kanzler mit „Kot und allerlei Unrat“ bewerfen.

### Ministerkrisis
Als sich herausstellt, dass der Reichskanzler sich bedienen lässt, muss er zurücktreten.

### Auswanderung
Mehr und mehr Menschen versuchen in die freien Länder (Schweiz, Großbritannien, USA) zu fliehen. Dagegen erlässt die Regierung ein Auswanderungsverbot.

„Man kann es daher nur billigen, daß das Auswanderungsverbot mit Strenge gehandhabt wird. Dazu ist die scharfe Besetzung der Grenzen, namentlich der Seeküsten und der Landgrenzen gegen die Schweiz erforderlich. Das stehende Heer wird dazu weiterhin um viele Bataillone Infanterie und Eskadrons Kavallerie vermehrt werden. Die Grenzpatrouillen sind angewiesen, gegen Flüchtlinge von der Schußwaffe rücksichtslos Gebrauch zu machen. – Möge unser schneidiger Reichskanzler uns noch lange erhalten bleiben.“

### Kanzlerwechsel
Der neue Kanzler gibt sich volkstümlich.

„In etwas gar zu demonstrativer Weise erschien der Nachfolger des Reichskanzlers heute in der Küche seines Bezirks, speiste in der Reihenfolge seiner Nummer und spazierte zu Fuß Unter den Linden, ein großes Packet mit Kleidungsstücken unter dem Arm, welches er in die Reparaturanstalt des Stadtteils zum Reinigen und Ausbessern überbrachte.“

### Aus den Werkstätten
Der Tagebuchschreiber wird Kontrolleur an seinem Arbeitsplatz. Arbeitsmoral und Leistung verfallen. Als er die Arbeiter zu besserer Arbeit anhalten will, protestieren diese gegen die Bevormundung.

„Man sollte fast meinen, die Werkstätten seien jetzt nur Lokale, um die Zeit totzuschlagen. Die Parole lautet: Immer langsam voran, damit der Nebenmann mitkommen kann.“

„Es ist nicht zu beschreiben, wie viel jetzt an Material und Gerätschaften durch Unaufmerksamkeit und Nachlässigkeit verdorben wird.“

„Schön gepredigt, so höhnte man mich; schade, daß wir keinen Pastor mehr brauchen. Bebel hat uns einen vierstündigen Arbeitstag versprochen und nicht einen achtstündigen.“

„Es sind allerdings neulich einige Maurer aus dem Publikum denunziert worden, weil sie gar zu lange Pausen machten und sich die einzelnen Steine bei der Arbeit gar zu genau besahen. Einmal ist von oben herunter das Personal einer ganzen Werkstatt an einen andern Ort versetzt worden. In der Regel aber erfolgen Versetzungen nur aus politischen Gründen.“

### Familiensorgen
Das Familienleben zerfällt. Agnes und Franz planen zu fliehen.

### Volksbelustigungen
Die Regierung versucht die Stimmung mit Darbietungen zu heben. Im „Vorwärts“ wird eine gerechtere Verteilung der Tanzpartner bei Bällen diskutiert.

### Üble Erfahrungen
Unterschlagungen häufen sich, man bekommt Dinge nur über Beziehungen. Der Tagebuchschreiber ringt mit sich, ob er als guter Kontrolleur seine Familie wegen Fehlverhalten denunziert.

„Die vom Staat angestellten Verkäufer sind so kurz angebunden, wie die Beamten am Eisenbahnschalter.“

„Ob man was kauft, ist natürlich dem Verkäufer völlig gleichgültig. Mancher Verkäufer schaut schon mürrisch drein, wenn die Ladentür aufgeht und der Verkäufer dadurch vielleicht in einer interessanten Lektüre oder Unterhaltung unterbrochen wird. Je mehr man zur Auswahl vorgelegt verlangt, je mehr man Auskunft wünscht über Beschaffenheit und Dauerhaftigkeit des Stoffes, desto verdrossener zeigt sich der Verkäufer. Ehe er aus einem andern Raum des Magazins das Verlangte hervorholt, leugnet er lieber das Vorhandensein eines Vorrates von dem Gewünschten.“

„In meiner Eigenschaft als Kontrolleur gewahre ich jetzt hinter den Kulissen so Manches, was sich bisher meinen Blicken entzog. Die Zahl der Unterschlagungen hat sich gegen früher versiebenfacht. Angestellte jeder Art verabfolgen gegen irgend eine private Zuwendung oder Dienstleistung zum Nachteil des Staates Waren, oder üben den ihnen berufsmäßig obliegenden Dienst aus, ohne in dem Geldzertifikat des Empfängers in vorgeschriebener Weise einen dem Wert entsprechenden Kupon loszutrennen und zur Buchhalterei abzuführen.“

### Die Flucht
Franz und Agnes fliehen nach Großbritannien und wandern von da in die USA aus.

### Wiederum Kanzlerwechsel
Die Landbewohner ärgern sich darüber, dass die Städter die Volksbelustigungen genießen. Stadtbewohner werden aufs Land, Landbewohner in die Stadt verschickt. Der Kanzler wird ersetzt, weil die Finanzen aus dem Ruder gelaufen sind.

### Auswärtige Verwicklungen
Es kommt zu Reibereien mit den anderen sozialistischen Staaten wegen Zahlungsausfällen.

### Wahlbewegung
Radikale „Junge“ fordern einen konsequenteren Sozialismus. Eine Freiheitspartei etabliert sich. Die Regierung ruft alle Patrioten auf, gegen deren umstürzlerische Umtriebe eine „große Ordnungspartei“ zu bilden.

„Die Reichstagswahl findet allerdings durch Stimmzettel statt, welche obrigkeitlich abgestempelt sind und in geschlossenem Couvert überreicht werden. Aber bei der alle Lebensverhältnisse durchdringenden Organisation der Regierung, der Öffentlichkeit des ganzen Lebens, dem Kontrollsystem, welchem jeder Einzelne untersteht, scheinen sich viele trotz der Undurchsichtigkeit der Zettel nicht zu trauen, nach eigener Überzeugung abzustimmen.“

### Trauerkunde
Die kleine Tochter des Tagebuchschreibers stirbt.

### Das Wahlergebnis
Durch Zwangsversetzungen und Wahlbeeinflussung gewinnt die Regierungspartei. Die „Partei der Freiheit“ erhält unerwartet ein Drittel der Stimmen und gewinnt in Berlin. Die „Jungen“ haben wenig Zulauf.

„Franz hat in der Schätzung des Wahlergebnisses Recht behalten. Er meinte in seinem letzten Brief, daß in einer Gesellschaft, worin es keine persönliche und wirtschaftliche Freiheit des einzelnen mehr gibt, auch die freieste Staatsform keine politische Selbständigkeit mehr ermögliche. Wer derart in allen seinen persönlichen Lebensbeziehungen von der Regierung abhängig ist, wie es jetzt bei uns für die gesamte Bevölkerung zutrifft, vermag nur in den seltensten Fällen die moralische Kraft zu gewinnen, auch nur durch einen geheimen Stimmzettel eine den zeitigen Machthabern unerwünschte politische Wahl zu betätigen. So wenig wie für Soldaten in der Kaserne und für Sträflinge im Gefängnis könne das politische Wahlrecht in unserer sozialdemokratischen Gesellschaftsordnung eine ernsthafte Bedeutung haben.“

### Ein großes Defizit
Der Staatshaushalt weist ein großes Defizit auf.

### Familiennachrichten
Franz und Agnes sind glücklich in den USA angekommen.

### Eine stürmische Reichstagssitzung
Die Sozialdemokraten sitzen nun auf der Rechten im Reichstag, die Freiheitsfreunde auf der Linken. Der Kanzler erläutert das Regierungsprogramm. Der Abgeordnete für Hagen von der Freiheitspartei erklärt in seiner Rede:

„Allerdings starrt Deutschland jetzt von Soldaten und Polizeibeamten, wie nie zuvor.“

„Während wir im alten Europa derart Dank Ihren Bestrebungen dem Untergang entgegengehen, erhebt sich jenseits des Meeres immer wohlhabender und mächtiger ein Gemeinwesen, das auf dem Privateigentum und der freien Konkurrenz beruht und dessen Bürger sich niemals ernsthaft von den Irrlehren der Sozialdemokratie haben bestricken lassen. Jeder Tag der Verzögerung in der Befreiung unseres Vaterlandes von dieser unseligen Verirrung der Geister führt uns dem Abgrunde näher. Darum nieder mit dem sozialdemokratischen Zuchthausstaat, es lebe die Freiheit! (Stürmischer Beifall auf der linken Seite und auf den Tribünen, lebhaftes Zischen und Unruhe auf der rechten Seite.)“

### Streik in Sicht
Die Berliner Metallarbeiter rebellieren, weil sie nicht wie versprochen „den vollen Ertrag ihrer Arbeit“, sondern denselben Lohn wie alle anderen bekommen.

### Drohnoten des Auslands
Frankreich und Russland versuchen ihre Forderungen militärisch durchzusetzen.

### Massenstreik und Kriegsausbruch zugleich
Rationen werden gekürzt. Es kommt zu massenhaften Streiks. Krieg bricht aus.

### Die Gegenrevolution beginnt
Die Streiks entwickeln sich zum Bürgerkrieg.

### Unheilvolle Nachrichten
Die Frau des Tagebuchschreibers verliert den Verstand. Er selbst kommt in den Kämpfen um.

### Letztes Kapitel
Der Sohn Ernst schickt Agnes und Franz die Tagebuchaufzeichnungen.

„Wenn ich diesen Brief aufgebe, habe ich die deutsche Grenze schon hinter mir. Nach Holland zu soll dieselbe ganz unbewacht sein. Dort kann ich von der Geldanweisung, welche Du mir übersandtest, Gebrauch machen.“

## Kritik
In der Vorrede zur neunten Auflage Die Frau und der Sozialismus (Die Frau in der Vergangenheit, Gegenwart und Zukunft) vom 24. Dezember 1890 setzt August Bebel zwei Schwerpunkte. Erstens beschäftigt er sich mit Edward Bellamy und zweitens mit Eugen Richter. Die Ansicht, dass Bellamys Buch Looking Backward mit seiner Schrift übereinstimmt, weist Bebel zurück. „Nun ist aber eine mehr als oberflächliche Uebereinstimmung mancher Dinge kritische Ausführungen zwischen Herr Bellamy und mir nicht zu finden“. Auch die Meinung, dass Bebel Bellamy inspiriert hätte, wie es die amerikanische Schriftstellerin „Mrs. John B. Shiplay“ in ihrem Werk The True author of Looking Backward behauptet, lehnt Bebel ab. Zu Eugen Richters Die Irrlehren der Sozialdemokratie äußert sich Bebel sehr ausführlich. „Für Herrn Richter und seine Gesinnungsgenossen existiren diese ersten Dreiviertel [des Buches] nicht, sorgfältig vermeiden sie auf diese Kritik auch nur einzugehen geschweige, daß sie dieselbe widerlegen; sie unterschlagen also ihren Lesern den Boden, auf dem der übrige Inhalt der Schrift erwachsen ist, und heben verzerrt und aus dem Zusammenhang gerissen einzelne Sätze derselben hervor, an welchen sie ihr stumpfes kritisches Messer wetzen. Dabei werden den sozialistischen Begriffen die bürgerlichen untergeschoben, und so entsteht ein Ragout, daß der unbefangene Leser die Hände über den Kopf zusammenschlägt, weil er nicht begreifen kann, wie Leute, die sonst leidlichen Verstand zeigen, solchen Unsinn wollen können.“ Weiterhin merkt Bebel an, dass Richter die bebelsche Formulierung „Gesellschaft“ ständig in einen richterschen „Staat“ verwandelt.
Eugen Richters Buch wurde „in einer Massenauflage gedruckt und von den Arbeitgebern an ihre Belegschaften verschenkt“.
Die Rezeption der von Richters Kritik betroffenen Sozialdemokraten fiel zu dieser Zeit naturgemäß noch kritisch aus. Das sozialdemokratische Witzblatt Der Wahre Jacob fasste Richters Stichworte zusammen: „‚Irrlehren‘ – ‚Weltverbesserer‘ – ‚Aufhebung der persönlichen Freiheit‘ – ‚Zwangs- und Polizeistaat‘ – ‚Phantasterei‘ – ‚Hirngespinste‘ – ‚allgemeine Verwirrung‘ – ‚Aufwiegler‘ – ‚Unzufriedenheit‘ – ‚Klassenhaß‘ – ‚Pöbel‘ – ‚besitzende Klassen‘ – ‚keine Auskunft‘ – ‚Zukunftsstaat‘.“ Die Sozialdemokraten reagierten heftig mit verschiedenen Broschüren. Aber Richters Buch hatte keinen wirklichen Einfluss auf die sozialdemokratischen Wähler, so dass sich Franz Mehring schon 1892 beklagte, dass seine eigene sozialdemokratische Parteipresse von seiner Schrift „keine Notiz“ nahm.
Der Antisemit Max Bewer brachte seinerseits die „Freisinnigen Zukunftsbilder“ (Verlag der Druckerei Glöß, Dresden 1893) heraus.

## Druckausgaben
- Sozialdemokratische Zukunftsbilder – frei nach Bebel. Verlag „Fortschritt, Aktiengesellschaft“, Berlin 1891, Digitalisat.
- En socialdemokratisk Fremtidsstat: Efter ‚Socialdemokratische Zukunftsbilder‘. Hjørring 1891 (dänisch).
- V budoucím sociálně-demokratickém státě: satira Eugena Richtra. Národní tiskárna a nakladatelstvo, Prag 1892 (tschechisch).
- Socialdemokratiska framtidsbilder: fritt efter Bebel. Norstedt & Söner, Stockholm 1892 (schwedisch).
- Wizerunki przyszłości socyalistycznej: (podług zasad Bebla). Nakł. Księg. J.K. Żupańskiego, Posen 1892 (polnisch).
- Tafereelen uit de sociaal-democratische toekomst: vrij naar Eugen Richter’s „Sozialdemokratische zukunftsbilder“ met een naschrift. H. L. Smits, ’s-Gravenhage 1892 (Übersetzung ins Niederländische: Willem Frederik Rochussen).
- En socialdemokratisk Fremtidsstat. Aarhus, 1892 (Übersetzung ins Dänische: R. P. Rossen).
- Socialdemokratiske Fremtidsbilleder. Frit efter Bebel. Overs. Føljeton til Sorø Amtstidende, Slagelse 1892 (Übersetzung ins Dänische: Martha Ottosen).
- Où mène le socialisme? Journal d'un ouvrier. Édition française, d'après le 225e mille de l'original, par P. Villard, avec une préface de Paul Leroy-Beaulieu. H. Le Soudier, Paris 1892 (Übersetzung ins Französische: Pierre Villard).
- Pictures of the Socialistic Future. Swan Sonnenschein, London 1893 (Übersetzung ins Englische von Henry Wright).
- Pictures of the Future. An Experiment in a Modern Social World and What Came of It. Optimus Printing Company, New York, 1894.
- Unde duce socialismul: jurnalul unui lucrator. Librariei Socecū, Bukarest 1895 (rumänisch).
- Adonde conduce el socialismo: diario de un obrero. San Francisco de Sales, Madrid 1896 (Übersetzung ins Spanische von Manuel Mariátegui y Vinyals San Bernardo, Conde de).
- Diario de un operario socialista o el Socialismo y sus resultados prácticos. Barcelona 1898 (spanisch).
- Szocziálista világ; megálmodott történet, Richter munkája után. Franklin-Társulat, Budapest 1900 (ungarisch).
- Adonde conduce el socialismo: diario de un obrero. Antonio Gascón, Madrid 1896. (Übersetzung ins Spanische von Manuel Mariátegui y Vinyals San Bernardo, Conde de)
- Социал-демократические картинки будущего по Бебелю. Izd. A.S. Suvorina, Moskau 1906 (russisch).
- Obrazki socyalistycznej przyszłości: według Bebla. Nakł. Słowa Polskiego, Lwów 1907 (polnisch).
- Pictures of the Socialistic Future. Swan Sonnenschein, London 1907 (Übersetzung ins Englische von Henry Wright, Vorwort von Thomas Mackay).
- Socialdemokratiska framtidsbilder: efter svenska förhållanden lämpad af S. Å. Norstedt, Stockholm 1907 (schwedisch).
- När socialismen segrat: Eugen Richters „Socialdemokratiska framtidsbilder. Fritt efter Bebel.“ Åbo 1907 (Übersetzung ins Schwedische: Ernst von Wendt).
- Elämä sosialistivaltiossa: vapaasti Bebelin mukaan- Turun kirjapaino- ja sanomalehti, Turku 1908 (finnisch).
- Dopo la vittoria del socialismo. Unica traduzione autorizzata, sulla 225. ed., illustrata. F. Treves, Mailand 1909 (italienisch).
- 社会主義が実行されたなら: 小說 Shakai shugi ga jikkōsareta nara: Shōsetsu オイゲネー・リヒテル著; 勝屋錦村訳 勝屋, 錦村, 天書閣, Tenshokaku, Tokyo 1910 (Übersetzung ins Japanische von Kinson Katsuya).
- Pictures of the Socialistic Future. G. Allen, Cheap Edition, 1912 (Übersetzung ins Englische).
- Socialdemokratiska framtidsbilder: Efter nutida svenska förhållanden bearb. övers. från tyskan. Stockholm 1918 (schwedisch).
- A kommunizmus bukása. Helios könyvkiadóvállálat, Budapest 1919 (ungarisch).
- Obrazki socjalistycznej przyszłości: według Bebla. Perzyński, Niklewicz i Ska., Warschau 1921 (polnisch).
- 社会主義審判 Shakai shugi shinpan オイゲネ・リヒテル原著; 荒川賢[訳]. 荒川賢 協調会事務所, Kyōchōkaijimusho, Tokyo 1921 (Übersetzung ins Japanische von Ken Arakawa).
- Sosialidemokraattisia tulevaisuudenkuvia: vapaasti Bebelin mukaan. Mattila & Kumpp, Helsinki 1924 (finnisch).
- Pictures of the Socialistic Future. Jarrolds, 1925 (Übersetzung ins Englische).
- Dopo la vittoria del socialismo. Libreria Frattina Editrice, Rom 196? (italienisch).
- Le gioie del socialismo. Prefazione di Mario Missiroli. Pan, Mailand 1974 (italienisch).
- Heinz Brestel: Zukunftsbilder aus der Vergangenheit. Mit Faksimile-Nachdrucken von August Bebel, „Unsere Ziele“, 1870, Eugen Richter, „Sozialdemokratische Zukunftsbilder“, 1893. Eine historische Kontroverse, wiederentdeckt für die Gegenwart. Fortuna-Finanz-Verlag Heidelberger, Niederglatt 1979, ISBN 3-85684-021-4.
- Sozialdemokratische Zukunftsbilder: Frei nach Bebel. Brienna Verlag 2003.
- Sozialdemokratische Zukunftsbilder: Frei nach Bebel. Lichtschlag 2007, ISBN 3939562009.
- Pictures of the Socialistic Future. BiblioBazaar, 2009 (Übersetzung ins Englische), ISBN 1103227580.
- Pictures of the Socialistic Future. Ludwig von Mises Institute, 2010 (Übersetzung ins Englische, mit einem Vorwort von Bryan Caplan).

### Online-Ausgaben und Digitalisate
- Sozialdemokratische Zukunftsbilder (1893), Digitalisat
- Sozialdemokratische Zukunftsbilder – online als Text (Lexikus mit einigen Fehlern)
- Sozialdemokratische Zukunftsbilder, Berlin 1892, Antiqua Schrift Internet Archive
- Pictures of the socialistic future (freely adapted from Bebel) by Eugene Richter, authorised translation by Henry Wright, with an introduction by Thomas Mackay. (1907) – Digitalisat (Ausgabe der englischen Übersetzung als Text mit biographischen Angaben von David M. Hart)
- Ausgaben in russischer (1906), polnischer (1921) und japanischer (1910) Sprache

### Rezensionen
- Kurt Falk:[13] Die Bestrebungen der Socialdemokratie, beleuchtet vom Irrsinn Eugen Richters. Wörlein & Comp., Nürnberg 1891.
- Eugen Richters sozialdemokratische Zerrbilder von B. August.[14] F. Thiele, Leipzig 1901 (2. Aufl. 1895, 3. Auflage. 1920).
- Franz Mehring: Herrn Eugen Richters Bilder aus der Gegenwart. Eine Entgegnung. Wörlein, Nürnberg 1892.
- Philip Plickert: Die frühen Propheten des Niedergangs fanden kein Gehör, Frankfurter Allgemeine Zeitung, 2. Juni 2008.
- Prophet und Richter, Titanic, November 2009.
- Bryan Caplan: The Writing on the Wall, EconLog, 9. November 2009.
- Art Carden: Looking Hard at ‘Pictures of the Socialistic Future’, Forbes, 28. Juni 2010.
- Andy Duncan: The Writing on the Berlin Wall: Pictures of the Socialistic Future, Mises Daily, 20. Juli 2010.